# Karate tại Đại hội Thể thao Đông Nam Á 2007

Karate tại Đại hội Thể thao Đông Nam Á năm 2007 được tổ chức từ ngày 6 đến 15 tháng 12 năm 2007 tại Kepkanchana Hall, Viện Công nghệ Chanapolkhan, thành phố Nakhon Ratchasima, Thái Lan. Giải đấu nằm trong khuôn khổ SEA Games lần thứ 24, với sự góp mặt của hai nội dung chính là kata (đơn và đội) và kumite (cá nhân và đồng đội) dành cho cả nam và nữ.

## Xếp hạng theo quốc gia
| Hạng | Đoàn        | Vàng | Bạc | Đồng | Tổng |
| ---- | ----------- | ---- | --- | ---- | ---- |
| 1    | Malaysia    | 8    | 3   | 5    | 16   |
| 2    | Việt Nam    | 6    | 6   | 5    | 17   |
| 3    | Indonesia   | 2    | 4   | 8    | 14   |
| 4    | Thái Lan    | 2    | 0   | 5    | 7    |
| 5    | Philippines | 0    | 5   | 6    | 11   |
| 6    | Myanma      | 0    | 0   | 4    | 4    |
| 7    | Brunei      | 0    | 0   | 1    | 1    |
| 7    | Lào         | 0    | 0   | 1    | 1    |
| 7    | Singapore   | 0    | 0   | 1    | 1    |
| Tổng | Tổng        | 18   | 18  | 36   | 72   |

## Bảng huy chương

### Nam
| Nội dung            | Vàng | Bạc | Đồng | Đồng |          |
| ------------------- | --- | --- | --- | --- | -------- |
| Kata cá nhân nam    | Ku Jin Keat | Espinosa Noel | Chonlaphan Sanphasit | Sani Denies Ibrahim | chi tiết |
| Kata đồng đội nam   | Indonesia Lolobua Fidelys Aswar Zainuddin Faizal                                                                 | Việt Nam Lê Xuân Hùng Nguyễn Ngọc Chung Nguyễn Bảo Linh                                                                                                   | Malaysia Ku Jin Keat Cheah Boon Chong Tan Chee Sheng                                                                         | Thái Lan Sintunavarat Wutiphol Lertcherdchupong Pana Pisamai Decha                                                                 | chi tiết |
| Kumite đồng đội nam | Việt Nam Phạm Hoài Long Nguyễn Ngọc Thành Võ Mạnh Tuấn Bùi Việt Bằng Phạm Quang Duy Vũ Minh Ngọc Nguyễn Bảo Toàn | Malaysia Ramasamy Puvaneswaran Lakanathan Kunasilan Lim Yoke Wai Jamaludin Shaharudin Supremaniam Mahendran Vijayakumar Oayaseelah Mahamut Mohd Hatta Bin | Philippines Lagman Rolando Metante Sugar Rey Gonzaga Joel Pabillore Jose Mari Dumayag Michael Elinon Ricardo Metante Erlando | Indonesia Maulidin Bambang Piscessa Yellovin Prsetyo Dharmawan Donny Aswar Ismail Mondolu Christo Salim Hendro Usia Motuty Yulisar | chi tiết |
| Dưới 55 kg nam      | Ramasamy Puvaneswaran                                                                                            | Phạm Hoài Long | Franco Ramon Hector | Maulidin Bambang | chi tiết |
| Dưới 60 kg nam      | Nguyễn Ngọc Thành                                                                                                | Toribio Irineo | Piscessa Yellovin Prsetyo | Saratham Hirannithishatphol | chi tiết |
| Dưới 65 kg nam      | Lim Yoke Wai | Dharmawan Donny | Lagman Rolando | Võ Mạnh Tuấn | chi tiết |
| Dưới 70 kg nam      | Aswar Ismail | Bùi Việt Bằng | Amaludin Shaharudin | Thein Htike Aung | chi tiết |
| Dưới 75 kg nam      | Supremaniam Mahendran                                                                                            | Mondolu Christo | Mai Xuân Lượng | Saythansavanh Inkhathep | chi tiết |
| Trên 75 kg nam      | Suwansomsri Patee                                                                                                | Pabillore Jose Mari | Phạm Quang Duy | Salim Hendro | chi tiết |
| Tự do nam           | Lim Yoke Wai | Usia Motuty Yulisar | One Ko Ko Ko Oo | Vũ Minh Ngọc | chi tiết |

### Nữ
| Nội dung           | Vàng                                                                       | Bạc                                                                            | Đồng                                                                                         | Đồng                                                                    |          |
| ------------------ | -------------------------------------------------------------------------- | ------------------------------------------------------------------------------ | -------------------------------------------------------------------------------------------- | ----------------------------------------------------------------------- | -------- |
| Kata cá nhân nữ    | Lim Lee Lee                                                                | Nguyễn Hoàng Ngân                                                              | Hasanah I In                                                                                 | Ng Pei Yi                                                               | chi tiết |
| Kata đồng đội nữ   | Việt Nam Nguyễn Hoàng Ngân Vũ Thị Hoàng Thu Nguyễn Thị Thu Hiền            | Malaysia Lim Lee Lee Thoe Ai Poh Chin Fang Yin                                 | Indonesia Yulianti Dewi Eka Yanti Yuli Tresna Alit                                           | Thái Lan Buanak Kalong Tangkaew Morakot Lertlob Rattanawadee            | chi tiết |
| Kumite đồng đội nữ | Việt Nam Vũ Thị Nguyệt Ánh Đào Thị Tú Anh Nguyễn Thị Hải Yến Bùi Thị Triệu | Philippines Soriano Mae Manansala Maria Esperanza Tugday Cherli Metante Lutche | Malaysia Anthony Vasantha Marial Gopalasamy Vathana Gopalasamy Yamini Govindasamy Yugneswary | Myanma Thin Thin Thuzar Nan Saing Main Yin Hua Thawng Luai Ohn Mar Phyo | chi tiết |
| Dưới 48 kg nữ      | Vũ Thị Nguyệt Ánh                                                          | Prihastuti Martinel                                                            | Anthony Vasantha Marial                                                                      | Haji Tengah Masdiana                                                    | chi tiết |
| Dưới 53 kg nữ      | Torrattanawathana Yanisa                                                   | Đào Thị Tú Anh                                                                 | Gopalasamy Vathana                                                                           | Soriano Mae                                                             | chi tiết |
| Dưới 60 kg nữ      | Nguyễn Thị Hải Yến                                                         | Gopalasamy Yamini                                                              | Manansala Maria Esperanza                                                                    | Widyasari Tantri                                                        | chi tiết |
| Trên 60 kg nữ      | Jamaludin Jamalliah                                                        | Nguyễn Thị Nga                                                                 | Ni Ni Cho The                                                                                | Tugday Cherli                                                           | chi tiết |
| Tự do nữ           | Gopalasamy Yamini                                                          | Tugday Cherli                                                                  | Torrattanawathana Yanisa                                                                     | Vũ Thị Nguyệt Ánh                                                       | chi tiết |